# 北花面蟾頭龜
北花面蟾頭龜（學名：Phrynops tuberosus ）是蟾頭龜屬下的一種側頸龜，過去曾被認為是花面蟾頭龜的亞種。

## 外部連結
- Phrynops tuberosus（页面存档备份，存于）, The Reptile Database